# Chiba Marine Stadium
Le Chiba Marine Stadium (千葉マリンスタジアム ou Chiba Marin Sutajiamu) est un stade de baseball situé à Chiba dans la préfecture de Chiba au Japon.
C'est le domicile des Chiba Lotte Marines du Championnat du Japon de baseball. Le Chiba Marine Stadium a une capacité de 30 000 places.

## Événements
- Concert de Madonna (Blond Ambition Tour), 13-14-15 avril 1990
- Summer Sonic Festival
- Concert d'Eminem (The Recovery Tour), 17 août 2012
- Concert de Lady Gaga, 13 août 2014

## Dimensions
- Left Field (Champ gauche) - 99.5 mètres
- Center Field (Champ centre) - 122 mètres
- Right Field (Champ droit) - 99.5 mètres

## Galerie

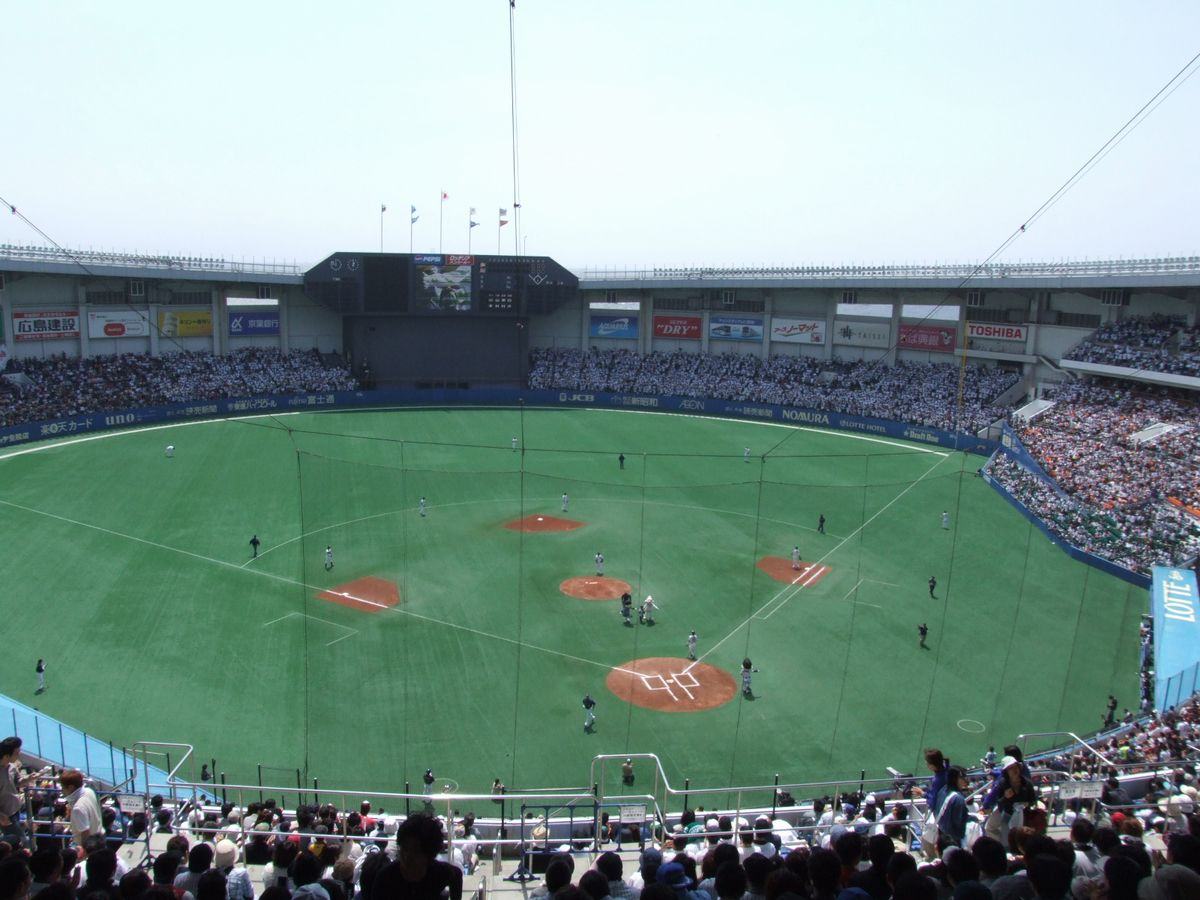
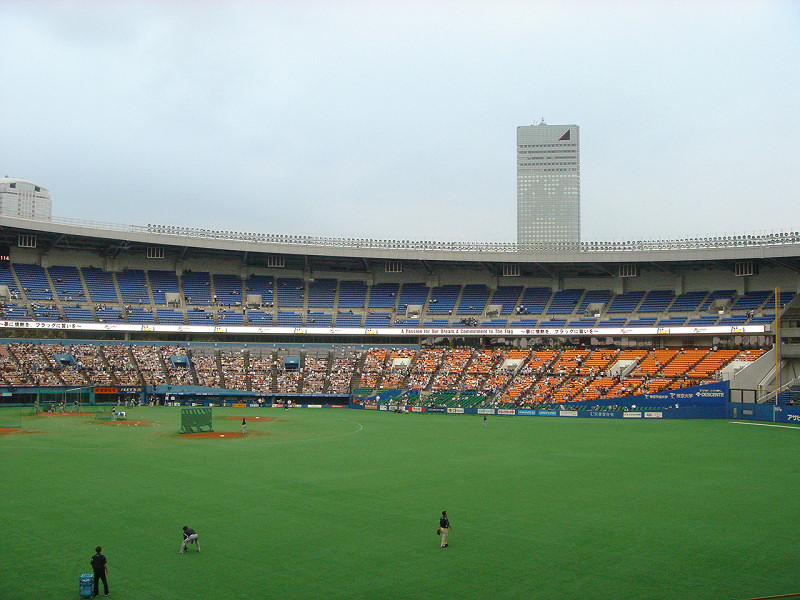
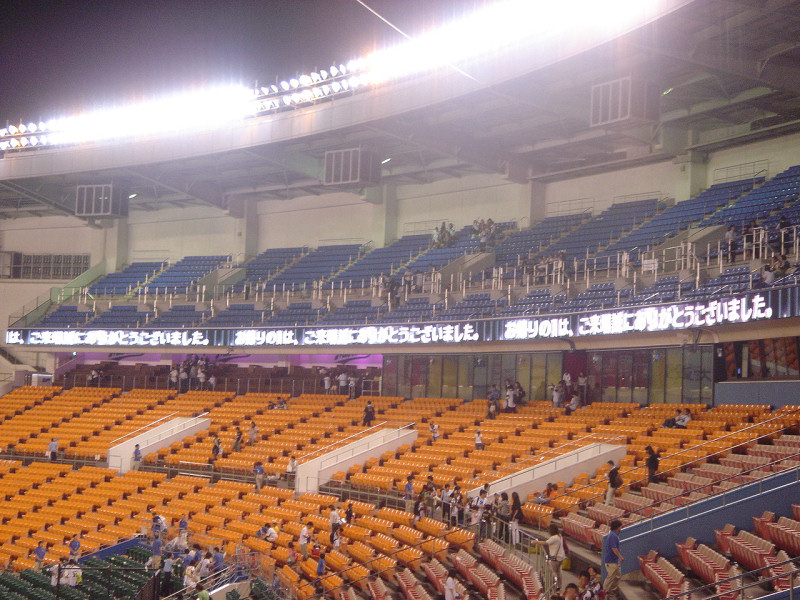
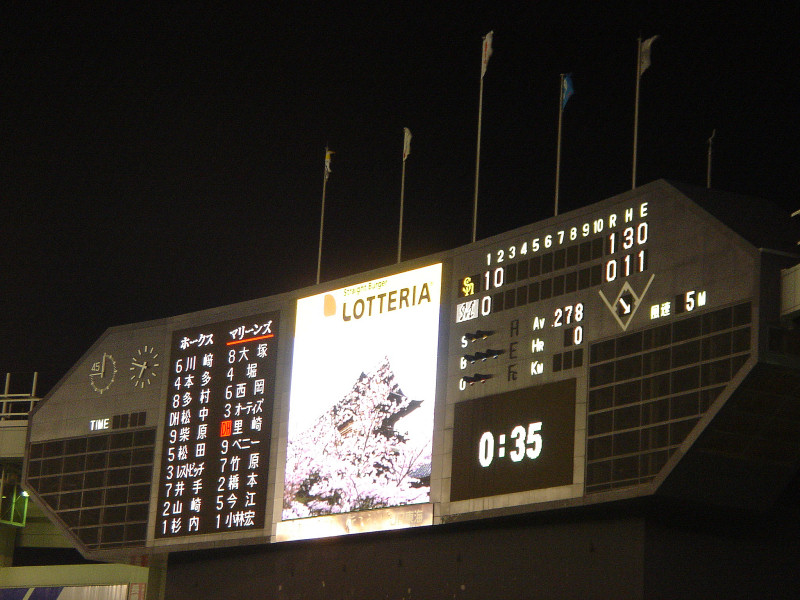
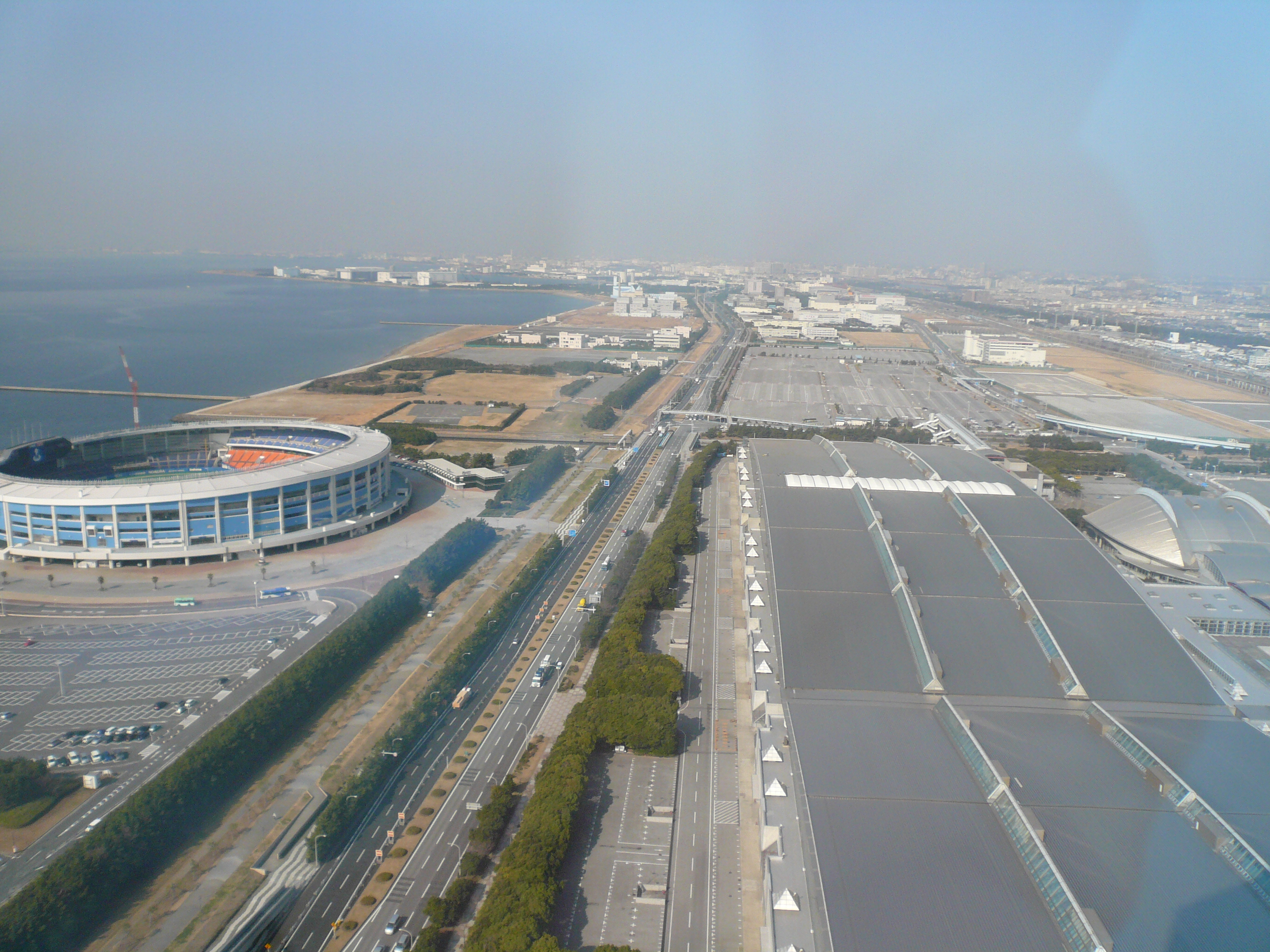
Makuhari Messe(Droit)